# Nature Communications

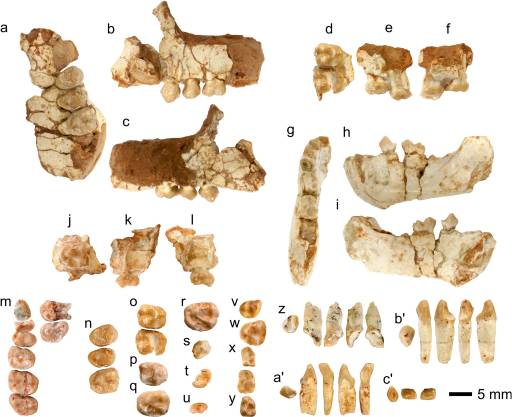
Pliobates cataloniae

Nature Communications es una revista científica de acceso abierto revisada por pares publicada por el Nature Publishing Group desde 2010. Abarca las ciencias naturales, incluidas la física, la química, las ciencias de la tierra y la biología.
La editora jefe fundadora fue Lesley Anson. A partir de 2022, los editores son Nathalie Le Bot para ciencias de la salud y clínicas, Stéphane Larochelle para ciencias biológicas, Enda Bergin para química y biotecnología, y Prabhjot Saini para física y ciencias de la tierra.
La revista tiene oficinas editoriales en Londres, Nueva York y Shanghái.
A partir de octubre de 2014, la revista solo aceptó envíos de autores dispuestos a pagar un cargo por procesamiento de artículos (actualmente 5.200 dólares en los Estados Unidos). La revista suele publicar más de 100 artículos por semana.
Hasta finales de 2015, parte de las propuestas publicadas solo estaban disponibles para los suscriptores.

En enero de 2016, todo el contenido pasó a ser de libre acceso al público.

## Subjournals
En 2017, Nature Publishing Group anunció la creación de tres "subjournals" bajo el nombre de communications: Communications Biology, Communications Chemistry  y Communications Physics.

## Métricas de revista
2025
- Web of Science Group : 14.9
- Índice h de Google Scholar: 522
- Scopus: 14.40

La revista ocupa el tercer puesto en el apartado de las revistas de Ciencias de la vida & de la tierra en Google Scholar con un índice h5 de 375.